# Faro Punta Ángeles

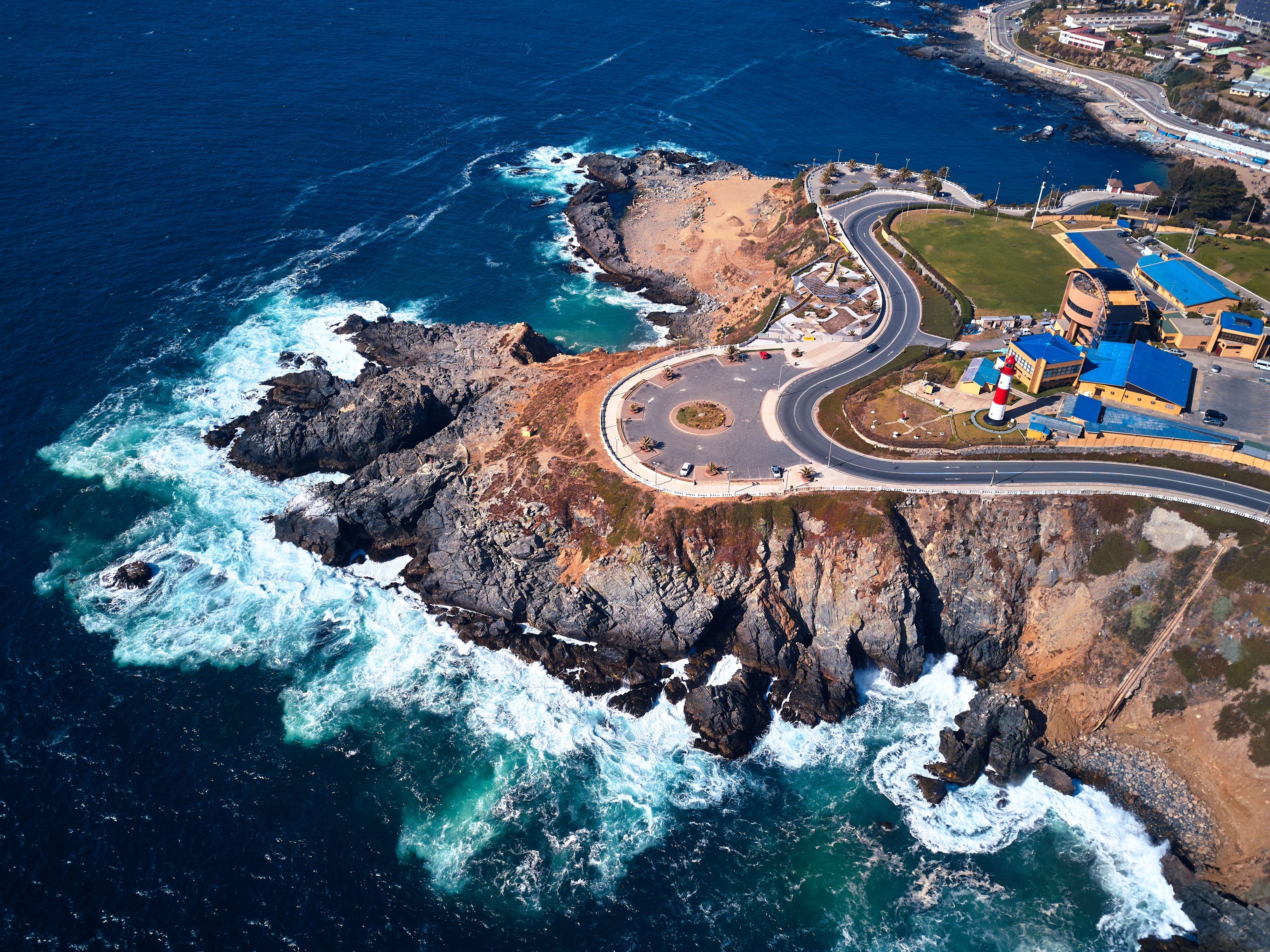
Vista aérea donde se ubica el faro

El Faro Punta Ángeles es un faro ubicado en la ciudad de Valparaíso, Chile, específicamente en Playa Ancha, en las cercanías de la playa Las Torpederas. Tiene 18 m de altura y se encuentra a 60 m sobre el nivel del mar. Cuenta con una Sala Museo denominada George Slight, en honor al ingeniero escocés que levantó el Faro Evangelistas, ubicado al sur del país. Es el primer faro de la red de Faros de Chile.

## Historia
Bajo la presidencia de José Joaquín Prieto, se dictó el decreto supremo 109 del 9 de noviembre de 1837 que autorizó la construcción de un faro en las inmediaciones del puerto. El 18 de septiembre de 1838, se inauguró el Faro Valparaíso por orden del Cabildo de dicho puerto.

La torre es de madera, pintada de blanco, su figura es una pirámide cuadrangular; su base es un cuadrado de 23 pies, la altura de 60 pies castellanos hasta el pie del farol, la camisa tiene 11 pies en cada frente; el fanal es de 12 pies de alto y 6 de diámetro, de forma cilíndrica y techo de fierro; la luz de color natural y es bastante clara para distinguirse a distancia de 10 leguas en tiempo claro.

En 1838 se trasladó al sector Punta Ángeles, donde actualmente se encuentra la Escuela Naval Arturo Prat, tomando el nombre de ese sector.
En el año 1898 se adquirieron en Londres 50 pares de palomas mensajeras, las que llegaron a Valparaíso a bordo del transporte Angamos.
El primer palomar se instaló en el faro Punta Ángeles, el segundo en Cabo Dungenes, estableciéndose luego otros en Juan Fernández, Coquimbo, Iquique, Faro Tumbes en Talcahuano, Corral, Ancud, Quellón, Puerto Zenteno. Este servicio llegó a tener 280 palomas y se mantuvo en operación hasta 1904.
Se dañó fuertemente debido al terremoto de 1906 y cinco años más tarde se inició su reconstrucción. En 1967, fue trasladado al Fuerte Rancagua, donde se encuentra actualmente.

## Actualidad
En la actualidad el faro se mantiene en actividad con un alcance de 32 millas. 

### Instalaciones

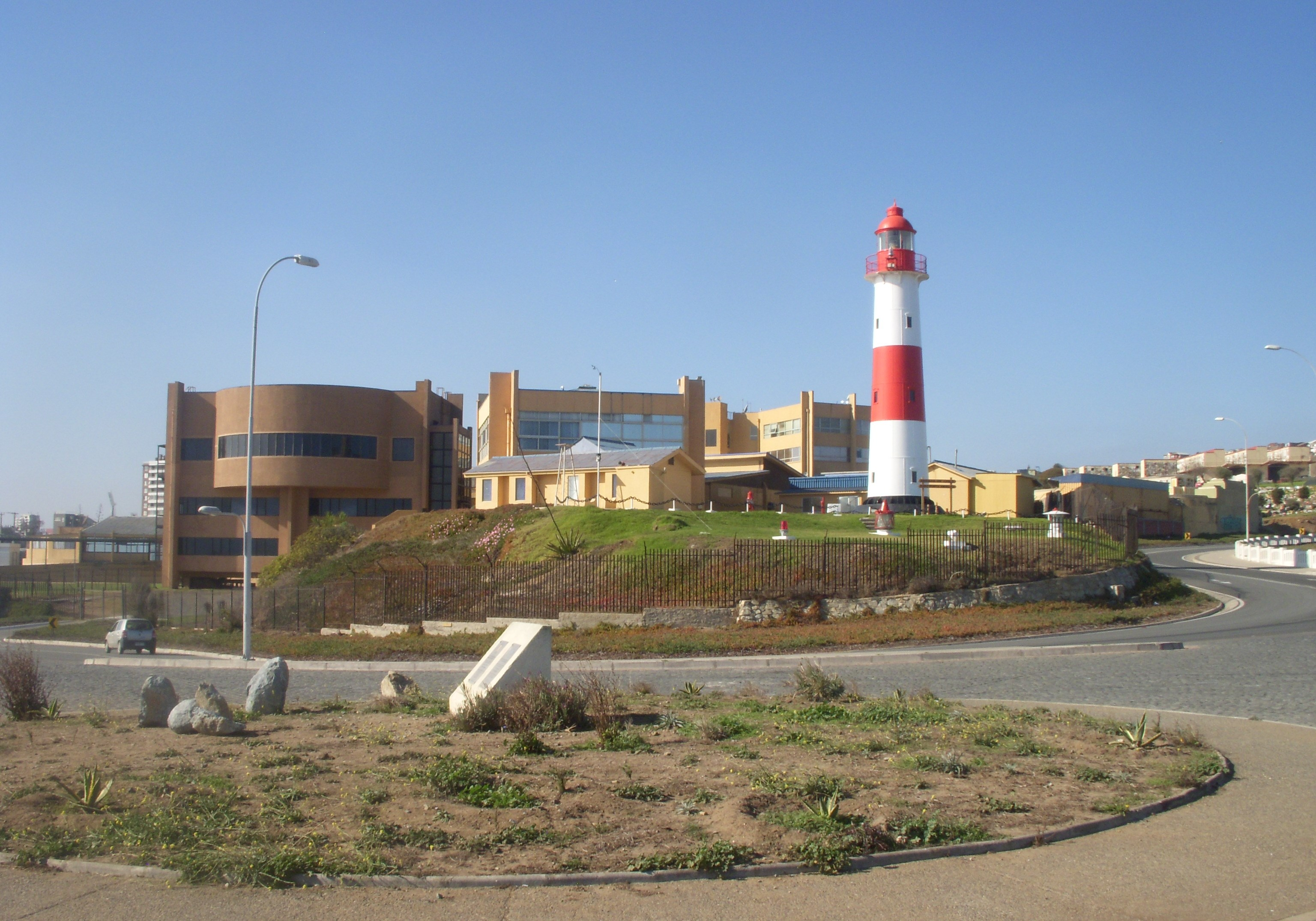
Entorno del faro.

Comparte las instalaciones de la Dirección de Seguridad y Operaciones Marítimas con la Sala Museo George Slight y Servicio de Señalización Marítima, dependientes de la Dirección General del Territorio Marítimo y de Marina Mercante de la Armada de Chile.

### Hitos
Además de ser el primer faro de la red de faros de Chile, con sus 9 600 000 candelas es el de mayor potencia de América del Sur.

## Visitas
Este faro es parte del circuito histórico de la Sala Museo George Slight. Durante los días hábiles, las visitas son guiadas por especialistas en Faros. 
Horario de atención de lunes a viernes entre las 14:15 a 16:30 horas.